# Mjels (Aalborg Kommune)
 For alternative betydninger, se Mjels. (Se også artikler, som begynder med Mjels)
Mjels er en landsby i Himmerland med 41 indbyggere (2008). Mjels er beliggende tre kilometer øst for Ellidshøj, tre kilometer syd for Ferslev og 17 kilometer syd for Aalborg. Landsbyen hører under Aalborg Kommune og er beliggende i Ferslev Sogn.
Mjels har en markant landskabelig afgrænsning mod Østerådalen, hvor Østerå har sit udspring. Landsbyen har en åben karakter med flotte lange kig ud over Østerådalen, og landevejens snoede forløb omkranset af gamle frugttræer. Mjels Kalkværk ligger som en visuelt meget nærværende arbejdsplads øst for Mjels.